# Smečno
Smečno är en stad i Tjeckien.   Den ligger i regionen Mellersta Böhmen, i den centrala delen av landet, 29 km väster om huvudstaden Prag. Smečno ligger 374 meter över havet och antalet invånare är 1 781.
Terrängen runt Smečno är lite kuperad. Runt Smečno är det mycket tätbefolkat, med 1 135 invånare per kvadratkilometer. Närmaste större samhälle är Kladno, 6,4 km sydost om Smečno. Trakten runt Smečno består till största delen av jordbruksmark.